# حزب حرية الشعب
حزب حرية الشعب ((بالروسية: Партия народной свободы)‏، أو حزب بارناس (بالروسية: ПАРНАС)‏) تأسس باسم الحزب الجمهوري لروسيا - حرية الشعب ((بالروسية: Республиканская партия России — Партия народной свободы)‏ (بالروسية: РПР-ПАРНАС)‏،RPR – PARNAS)، هو حزب سياسي ديمقراطي ليبرالي في روسيا، كان من أوائل أحزاب المعارضة التي تأسست في السنوات الأخيرة من الاتحاد السوفيتي.
في عام 2007، جرى رفض إعادة تسجيله وأعلنت المحكمة العليا الروسية حله، ولكن بعد أن قضت المحكمة الأوروبية لحقوق الإنسان بأن رفض التسجيل غير قانوني، استعاد تسجيله الرسمي في مايو 2012.
يقود الحزب ميخائيل كاسيانوف وهو عضو مشارك في حزب تحالف الليبراليين والديمقراطيين من أجل أوروبا.